# Schallerhof (Kupferberg)
Schallerhof (früher auch Petermannshof genannt) ist ein Gemeindeteil der Stadt Kupferberg im Landkreis Kulmbach (Oberfranken, Bayern). Schallerhof liegt in der Gemarkung Kupferberg.

## Geografie
Die Einöde liegt in nordöstlich des Galgenberges (582 m ü. NHN) am Talrand des Schallerbachs, einem rechten Zufluss des Kleinen Koserbachs. Ein Anliegerweg führt 0,5 km südlich zu einer Gemeindeverbindungsstraße bei Dörnhof.

## Geschichte
Gegen Ende des 18. Jahrhunderts bestand Schallerhof aus einem Anwesen. Das Hochgericht übte das bambergische Centamt Marktschorgast aus. Grundherr des Hofes war das Kastenamt Stadtsteinach.
Mit dem Gemeindeedikt wurde Schallerhof dem 1812 gebildeten Steuerdistrikt Marienweiher und der im selben Jahr gebildeten Gemeinde Marienweiher zugewiesen. 1964 wurde Schallerhof in die Gemeinde Kupferberg eingegliedert.

### Einwohnerentwicklung
| Jahr      | 001818 | 001819 | 001861 | 001871 | 001885 | 001900 | 001925 | 001950 | 001961 | 001970 | 001987 |
| Einwohner |        | *      | 17     | 16     | 20     | 8      | 11     | 11     | 9      | 7      | 10     |
| Häuser    | 1      |        |        |        | 1      | 1      | 1      | 1      | 2      |        | 2      |
| Quelle    | [ 7 ]  | [ 11 ] | [ 12 ] | [ 13 ] | [ 14 ] | [ 15 ] | [ 16 ] | [ 17 ] | [ 18 ] | [ 19 ] | [ 1 ]  |

## Religion
Schallerhof ist katholisch geprägt und bis heute nach St. Veit (Kupferberg) gepfarrt.